# El Boixar
El Boixar és un poble, actualment pedania de la Pobla de Benifassà, municipi del País Valencià, situat a la comarca del Baix Maestrat, dins la Mancomunitat dels Ports i la Taula del Sénia. Es troba a la comarca històrica i natural de la Tinença de Benifassà, una de les zones més agrestes i belles del País Valencià. El Boixar va tindre ajuntament propi fins l’any 1978 que va ser absorbit per la Pobla de Benifassà per a centralitzar la gestió de l’administració municipal. El seu nom deriva de la gran quantitat de boixos que es troben al voltant de la població. El boix va ser un recurs que va derivar en una indústria artesana de fabricació d'estris de fusta. S'hi accedeix des de la carretera CV-105, i pel GR 7.

## Història

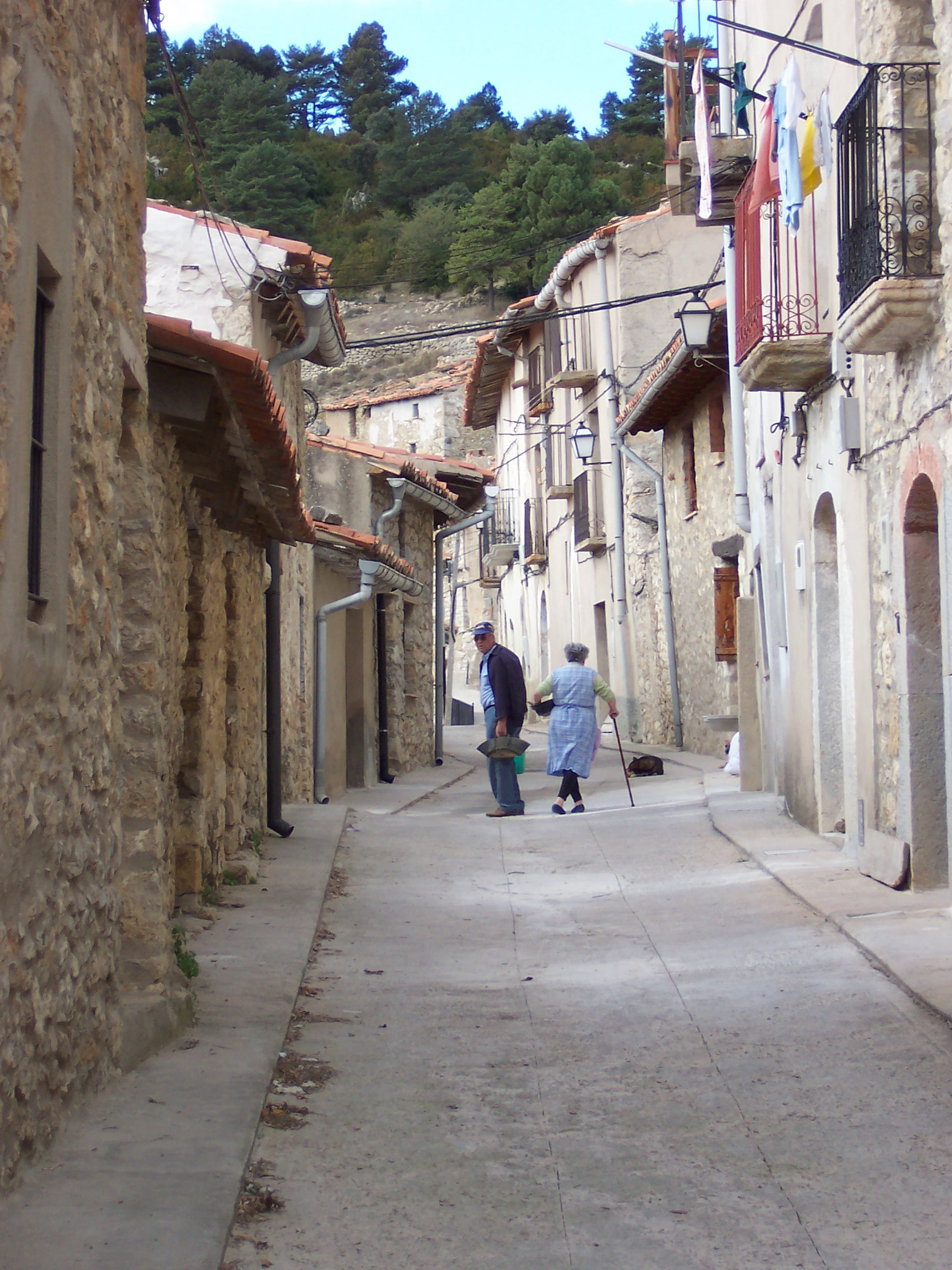
Carrer del Boixar

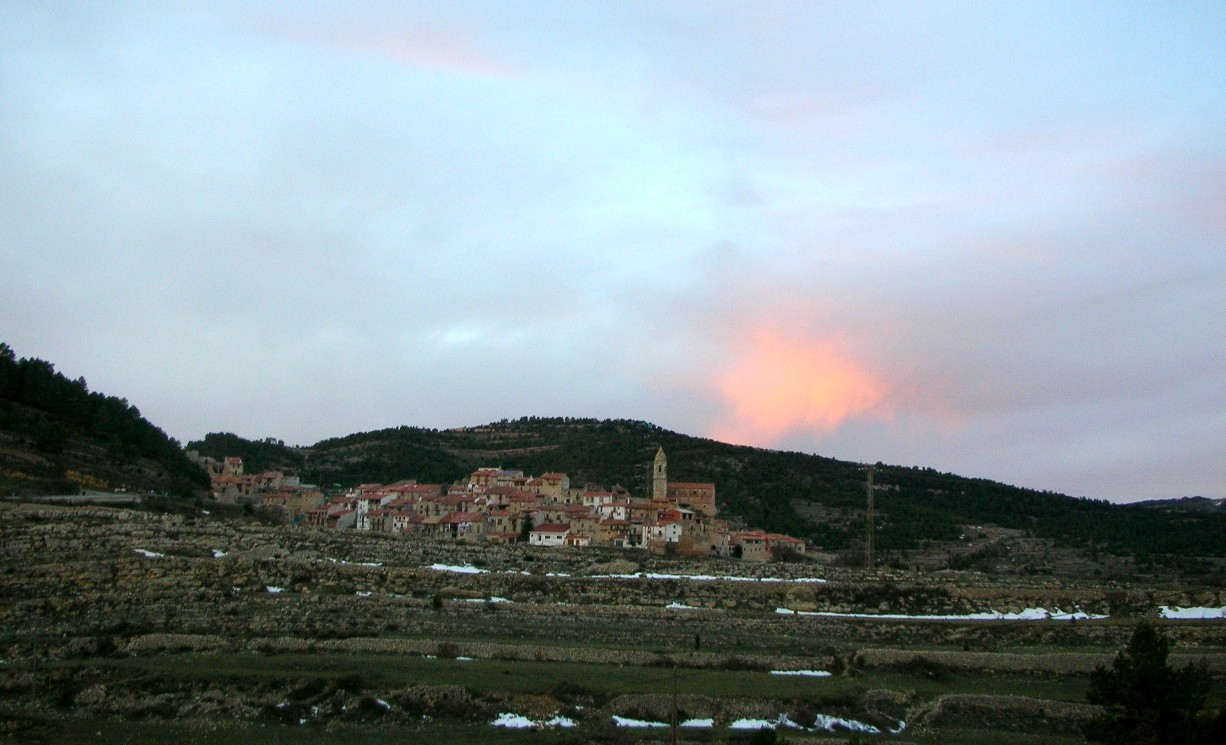
El Boixar a l'hivern

El Boixar va passar a pertànyer a la Tinença de Benifassà després de la conquesta cristiana del segle xiii, essent patrimoni del monestir d'aquest nom. El 15 de març del 1236, Blasc d'Alagó va realitzar una primera repoblació juntament amb Fredes, atorgant carta de poblament a favor de Domènec Berenguer. El 1463 va quedar totalment despoblada a conseqüència de la Guerra Civil catalana. Els acords municipals sobre ús del terme es poden consultar al Llibre d'Establiments.
Va ser zona d'actuació carlina durant el segle xix, sobretot durant la Primera Guerra Carlina, quan Cabrera hi reuní les tropes disperses després de la desfeta de Maials del 10 d'abril del 1834.
El 1279 era la població més important de la comarca, a les acaballes del segle xviii tenia uns 300 habitants, el 1900 n'hi havia 438, el 1960 eren 229, i el 2009 només en resten 23.

## Monuments d'interés
- Església parroquial de l'Assumpció del Boixar. Església construïda al segle xviii i dedicada a Sant Bernabé.
- Castell del Boixar. Construït al segle xi, actualment solament queden restes de part de les dependències del castell, que es troben integrades en edificis d'habitatges.

## Demografia
| 1877 | 1887 | 1897 | 1900 | 1910 | 1920 | 1930 | 1940 | 1950 | 1960 | 1970 | 2000 | 2001 | 2002 | 2003 | 2004 | 2005 | 2006 | 2007 | 2009 |
| ---- | ---- | ---- | ---- | ---- | ---- | ---- | ---- | ---- | ---- | ---- | ---- | ---- | ---- | ---- | ---- | ---- | ---- | ---- | ---- |
| 609  | 640  | 549  | 602  | 580  | 559  | 473  | 427  | 308  | 229  | 43   | 20   | 21   | 18   | 16   | 15   | 15   | 18   | 16   | 23   |